# Sonatina
Una sonatina (en francés "sonatine", en alemán "Sonatine") es una pequeña sonata. Como término musical no tiene una única definición estricta. Es más bien un título aplicado por los compositores a una pieza que está estructurada según el esquema de la forma sonata básica. Pero es más breve y ligera en carácter, o bien técnicamente más elemental, que una sonata típica.

## Término
El término ha estado en uso al menos desde finales del Barroco. Hay una pieza escrita para clavecín de una página y un solo movimiento de Georg Friedrich Händel denominada "Sonatina". Se aplica más a menudo a obras escritas para instrumentos de teclado solo, si bien varios compositores han escrito sonatinas para violín y piano (véase la lista en Sonata para violín). Por ejemplo, la Sonatina en sol mayor para violín y piano de Antonín Dvořák, y ocasionalmente para otros instrumentos, como la Sonatina para clarinete de Malcolm Arnold.
Johann Sebastian Bach empleó el título "Sonatina" de forma ocasional para breves introducciones orquestales a grandes obras vocales, como en su cantata Gottes Zeit ist die allerbeste Zeit, BWV 106. Esta práctica tiene sus precedentes en la obra de un organista y compositor alemán anterior llamado Nicolaus Bruhns. Este es el único sentido en el que Bach utilizó el término, aunque compuso muchas sonatas de cámara y solistas para diversos instrumentos.
Como ocurre con otros muchos términos musicales, sonatina se utiliza a veces de forma incoherente. El significado más común es el de una sonata corta y fácil adecuada para estudiantes, como las sonatinas para piano de Muzio Clementi. Sin embargo, no todas las sonatinas son técnicamente poco exigentes. Como muestra de lo contrario están las virtuosísticas sonatinas de Ferruccio Busoni y de Charles-Valentin Alkan, así como la Sonatine de Maurice Ravel, cuyo título refleja su calidad neoclásica. 
Por otra parte, algunas sonatas bien podrían haber sido tituladas sonatinas: por ejemplo, las Sonatas para piano n.º 19 y n.º 20, Op. 49 de Ludwig van Beethoven, tituladas por el compositor "Zwei Leichte Sonaten für das Pianoforte" ("Dos sonatas fáciles para piano"). Ambas comprenden sólo dos movimientos cortos, una sonata-allegro y un breve rondó (n.º 19) o un minueto (n.º 20), todo ello al alcance del estudiante de nivel intermedio. No obstante, otras obras tituladas "Sonatina", como la Sonatina en fa mayor, se han atribuido a Beethoven.

## Forma
En general una sonatina tendrá una o más de las siguientes características: brevedad; menos movimientos que los cuatro de la sonata clásica tardía; simplicidad técnica; un carácter más ligero y menos serio; y (en la música postromántica) un estilo neoclásico o una referencia a la música anterior. Las Sonatinas Op. 36 de Muzio Clementi son muy populares entre los estudiantes.
El primer (o único) movimiento suele tener una forma sonata abreviada, con poco o ningún desarrollo de los temas. Por esta razón, una sonatina se define a veces, especialmente en el uso británico, como una pieza corta en forma sonata en la que la sección desarrollo es bastante superficial o está totalmente ausente. La exposición va seguida inmediatamente de un breve pasaje puente para modular volver a la tonalidad de origen para la recapitulación. Los siguientes movimientos (como máximo dos) pueden adoptar cualquiera de las formas habituales, como un minueto o un scherzo, un tema con variaciones lento o bien un rondó.

## Compositores

### Para piano solo
- Alexander Borodin
- Alexander Goedicke
- Alexandre Tansman
- Anton Diabelli
- Aram Khachaturian (1959)
- Béla Bartók – Sonatina (1915)
- Ludwig van Beethoven – Sonatina en fa mayor (atribuida) y Sonatina en sol mayor Anh.5 n.º 2 (atribuida).
- Camargo Guarnieri
- Charles-Valentin Alkan – Sonatina en la menor, Op. 61 (1861)
- Carl Czerny
- Carl Philipp Emanuel Bach
- Charles Koechlin
- Erik Satie
- Ferruccio Busoni
- Francisco Mignone
- Frank Lynes
- Franz Joseph Haydn
- Friedrich Kuhlau
- Fritz Spindler
- Geghuni Chitchian – Sonatina (1987)
- Georg Friedrich Händel
- Heinrich Lichner
- Ignaz Pleyel
- Jan Ladislav Dussek
- Jean Sibelius
- John Ireland – Sonatina (1926–27)
- Lars-Erik Larsson – Sonatina n.º 1, Op. 16 (1938); n.º 2 y n.º 3, Op. 41 (1950)
- Maurice Ravel – Sonatina (1905)
- Mikis Theodorakis – Sonatina
- Muzio Clementi – Seis sonatinas, Op. 36 (1797)
- Osvaldo Lacerda
- Stephen Heller
- Swan Hennessy – Sonatina Op. 43 (1911)
- Tigran Mansurian – Sonatina n.º 1 y n.º 2 (1963 y 1987)
- Wolfgang Amadeus Mozart – Seis sonatinas vienesas
- Zdeněk Fibich

### Para dúos instrumentales
- Antonín Dvořák – Sonatina para violín y piano (1893)
- Bohuslav Martinů – Sonatina para clarinete y piano (1956)
- Franz Schubert – Tres sonatinas para violín y piano, Op. posth. 137 (1816)
- Mikis Theodorakis – Sonatina para violín y piano n.º 1 y n.º 2 (1952 y 1959)
- Walter Piston – Sonatina para violín y clave (1945)

### Other sonatinas
- Piotr Ilich Chaikovski – Serenade for Strings, 1st movement "Pezzo in forma di sonatina" (1880)